# Il senso della frase
(Incipit del libro)
Il senso della frase, pubblicato nel 1995, è il terzo romanzo noir di Andrea G. Pinketts, anch'esso di successo come i due precedenti e tutti i successivi. È da considerarsi il manifesto letterario dello scrittore milanese, che identificherà nel titolo di questo romanzo la denominazione della sua peculiare prosa. Scritto con toni ironici e dissacranti, Pinketts ci sorprende ancora una volta con un libro da lui stesso definito: La cosa più utile che sia mai stata scritta dopo le istruzioni per l'uso della nitroglicerina.

## Trama
In una Milano completamente travolta dagli anni 80, Lazzaro Santandrea, l'eterno Peter Pan, impiega il suo tempo investigando in un altro caso. Stavolta è alla ricerca di Nicky, una ragazza che frequentava il White Bear, il locale più in per modelle e modelli. La caratteristica di questa ragazza non era la bellezza, bensì un'altra: la bugiardaggine cronica. La cosa che più sconvolge Lazzaro è quando una sconosciuta, sempre al White Bear, inizia a raccontare in giro le stesse bugie di Nicky. Il nostro eroe non sa tenere le sue curiosità per sé, e quindi parte all'inseguimento di questa ragazza e soprattutto della verità.

## Edizioni
- Andrea G. Pinketts, Il senso della frase, collana Universale Economica Feltrinelli, Feltrinelli, 1995,  p. 245, ISBN 88-07-81336-X.